# Черёмушка (Татарстан)
 Черёмушка  — деревня в Аксубаевском районе Татарстана. Входит в состав Емелькинского сельского поселения.

## География
Находится в южной части Татарстана на расстоянии приблизительно 19 км на северо-запад по прямой от районного центра поселка Аксубаево.

## История
Основана в середине XVIII века.

## Население
Постоянных жителей было: в 1859—150, в 1908—354, в 1920—311, в 1926—274, в 1938—283, в 1949—228, в 1958—305, в 1970—370, в 1979—320, в 1989—212, в 2002 году 166 (чуваши 99 %), в 2010 году 135.